# Phantasy Star Online 2: The Animation

Phantasy Star Online 2: The Animation (ファンタシー 星 オンライン2：アニメーション, Fantashī-boshi onrain 2: Animēshon)  e cujo acrônimo é PSO 2, é uma adaptação em anime do jogo de mesmo nome, Phantasy Star Online 2.
A adaptação foi dirigida por Keiichiro Kawaguchi, na TMS Entertainment com roteiros escritos por Mitsutaka Hirota e música composta por Takashi Ōmama e exibida pela Tokyo Broadcasting System, (TBS) de janeiro a março de 2016.  O tema de abertura é "Zessei Stargate" (絶世スターゲイト; Matchless Stargate) de Shouta Aoi , e o tema final é apresentado por Ayaka Suwa e MAO. O anime foi licenciado pela Sentai Filmworks na América do Norte e foi transmitido em simulcast pela Crunchyroll.

## Primeira Temporada (Phantasy Star Online 2: The Animation)
| Nº | Nome Do Episódio                                                                                                 | Data De Lançamento      |
| -- | --- | ----------------------- |
| 01 | O RPG Que Começa com "Prazer em conhecer Você" "Hajimemashite kara hajimaru RPG" (「はじめまして」から始まるRPG) | 7 de Janeiro de 2016    |
| 02 | O Guerreiro Distante! "Kokō no senshi" (孤高の戦士)                                                              | 14 de Janeiro de 2016   |
| 03 | Roleplay "Rōrupurei" (ロールプレイ)                                                                              | 21 de Janeiro de 2016   |
| 04 | Phantasy Star Offline "Fantashīsutāofurain" (ファンタシースターオフライン)                                       | 28 de Janeiro de 2016   |
| 05 | Aika "Aika" (アイカ)                                                                                             | 4 de Fevereiro de 2016  |
| 06 | PSO2 Proibido "Kinji rareta PSO 2" ( た じ ら れ た PSO2)                                                        | 18 de Fevereiro de 2016 |
| 07 | Desaparecimento "Shissō" (失踪)                                                                                  | 25 de Fevereiro de 2016 |
| 08 | Turning Point - (Ponto de virada) "Tāningupointo" (ターニングポイント)                                           | 3 de Março de 2016      |
| 09 | Nota de Dispensa "Senryokugaitsūkoku" (戦力外通告)                                                               | 10 de Março de 2016     |
| 10 | Invólucro "Yorishiro" (依代)                                                                                     | 17 de Março de 2016     |
| 11 | Dark Falz "Dākufarusu" (ダークファルス)                                                                          | 24 de Março de 2016     |
| 12 | O RPG Que Cruza Fronteiras "Kyōkai o koeru RPG" (境界を超えるRPG)                                                | 31 de Março de 2016     |

Em 2019, foi anunciada uma nova adaptação intitulada de Phantasy Star Online 2: Episode Oracle, com o primeiro episodio exibido em 7 de outubro pela Tokyo MX e Nippon BS Broadcasting, BS11. O anime é exibido regularmente toda Segunda-feira e a nova série recompilará a história dos episódios de 1 a 3 do jogo original e também incluirá uma história original.  A série de televisão terá 25 episódios e direção de Masaki Tachibana pelo estúdio Gonzo, com roteiros escritos por Hiroshi Ōnogi , Shigeru Morita e Bunsei Asanuma, e personagens desenhados por Shinpei Koikawa.
O tema de abertura da nova série é "Destiny", na voz de Aimee Blackschleger, e o tema final da nova série é "Timeless Fortune", na voz de Mika Arisaka.

## Segunda Temporada (Phantasy Star Online 2: Episode Oracle)
Últimos episódios lançados
| Nº | Nome Do Episódio                                                                       | Data De Lançamento    |
| -- | -------------------------------------------------------------------------------------- | --------------------- |
| 01 | Estava esperando por este dia "Kono Ni~Tsu o matteita" (この日を待っていた)            | 7 de Outubro de 2019  |
| 02 | O Inquietante Planeta Naverius "Fuanteina wakusei Naverius" (不安定な惑星ナヴェリウス) | 14 de Outubro de 2019 |
| 03 | ARKS Perfeito "Pāfekutoāku" (パーフェクトアーク)                                       | 21 de Outubro de 2019 |
| 04 | A Arma Inicial "Shoki buki" (初期武器)                                                 | 28 de Outubro de 2019 |